# 아르지
아르지(프랑스어: Argis)는 프랑스 동부 앵주에 위치한 코뮌 중 하나이다.

## 지리
알바린 강이 아르지 코뮌의 북부를 지나가며, 아르지 마을은 이 강의 동부 강둑에 위치해 있다.

## 인구
| 연도 | 인구 | ±%    |
| ---- | ---- | ----- |
| 2006 | 424  | —     |
| 2007 | 421  | −0.7% |
| 2008 | 421  | +0.0% |
| 2009 | 421  | +0.0% |
| 2010 | 421  | +0.0% |
| 2011 | 421  | +0.0% |
| 2012 | 424  | +0.7% |
| 2013 | 422  | −0.5% |
| 2014 | 427  | +1.2% |
| 2015 | 433  | +1.4% |
| 2016 | 438  | +1.2% |

## 같이 보기
- 앵 주의 코뮌 목록